# АЕС Тайшань
Атомна електростанція Тайшань (кит. трад.: 台山核电站; піньїнь: Táishān Hédiànzhàn) — атомна електростанція в Тайшані, провінція Гуандун, Китай. На станції працюють два реактори EPR. Перший блок, Тайшань 1, був запущений в комерційну експлуатацію в грудні 2018 року, але був зупинений з липня 2021 року по серпень 2022 року для дослідження та усунення проблем із оболонкою тепловидільних елементів. Другий енергоблок, Тайшань 2, був введений в комерційну експлуатацію у вересні 2019 року. Затримки на інших будівельних майданчиках EPR у Фінляндії та Франції означали, що Тайшань стала першою атомною електростанцією, на якій запрацював EPR.
Проект належить Guangdong Taishan Nuclear Power Joint Venture Company Limited (TNPC), яка на 70% належить China Guangdong Nuclear Power Group (CGNPC) і 30% – Électricité de France (EDF).
Кожен з двох реакторів АЕС має загальну потужність 1750 МВт. Його генератори Arabelle є найбільшими моноблоками електричних генераторів у світі, кожен з яких важить 495 тонн і виготовлені компанією Dongfang Electric. З 3500 МВт загальної поставленої потужності близько 180 МВт буде використано системами станції. Більша частина цього використовується для живлення насосів, які подають воду в парогенератори. Пара реакторів може забезпечити 3320 МВт чистої потужності для подачі в мережу, що робить ці реактори найпотужнішими у світі.

## Інформація про реактори
| Блок      | Тип | Модель | Чиста потужність | Валова потужність | Термічна потужність | Початок будівництва | Перша критичність | Підключення до мережі | Комерційна експлуатація | Зауваження                                  |
| --------- | --- | ------ | ---------------- | ----------------- | ------------------- | ------------------- | ----------------- | --------------------- | ----------------------- | ------------------------------------------- |
| Черга I   |     |        |                  |                   |                     |                     |                   |                       |                         |                                             |
| Тайшань 1 | PWR | EPR    | 1660             | 1750              | 4590                | 18 листопада 2009   | 6 червня 2018     | 29 червня 2018        | 13 грудня 2018          | [ 3 ] [ 4 ] [ 5 ] [ 6 ] [ 7 ]               |
| Тайшань 2 | PWR | EPR    | 1660             | 1750              | 4590                | 15 квітня 2010      | 28 травня 2019    | 25 червня 2019        | 7 вересня 2019          | [ 5 ] [ 8 ] [ 9 ] [ 6 ] [ 7 ] [ 10 ] [ 11 ] |